# Di origine sconosciuta
Di origine sconosciuta (Of Unknown Origin) è un film del 1983 diretto da George Pan Cosmatos.
La pellicola è ispirata al racconto The Visitor di Chauncey G. Parker III.

## Trama
Il giovane architetto Bart Hughes è rimasto a casa mentre la moglie Meg e il figlioletto sono in vacanza. Si accorge che nel suo appartamento è entrato un orribile ratto a cui darà una lunga caccia.